# بلروز تریس (نیویورک)
بلروز تریس (به انگلیسی: Bellerose Terrace) یک منطقهٔ مسکونی در ایالات متحده آمریکا است که در شهرستان ناساو، نیویورک واقع شده‌است. بلروز تریس ۰٫۳ کیلومتر مربع مساحت و ۲٬۱۹۸ نفر جمعیت دارد و ۲۳ متر بالاتر از سطح دریا واقع شده‌است.